# Hitomi (メイド)
hitomi（本名：志賀 瞳（しが ひとみ）、10月5日 - ）は、メイド喫茶「あっとほぉーむカフェ（旧：@ほぉ〜むカフェ）」にてお給仕を行う現役メイドで、同カフェを代表するレジェンドメイド。現在は、同カフェの運営会社であるインフィニア株式会社執行役員CBOとしても活動。秋葉原観光親善大使でもある。

## 来歴
- 2004年12月　@ほぉ〜むカフェ入社。
- 2005年7月16日「完全メイド宣言」結成。デビューシングル「メイディングストーリー」のリリース。ユニットとして2005新語・流行語大賞トップテンを受賞。
- 2007年2月25日完全メイド宣言解散。
- 2007年8月10日「Pa☆letee（パレット）」結成。メンバーの一人として加入。
- 2008年3月19日＠ほぉ～むカフェの現役メイド、みうめッシュと共にパフォーマンスユニット「TEAM純情」を結成。※非メイドとして「ひとみん」名義での活動。
- 2008年5月7日　「Pa☆letee（パレット）」が活動休止。
- 2012年11月1日 @ほぉ〜むカフェ運営会社としてインフィニア株式会社が設立(LiNK-UP株式会社の100％子会社)。取締役社長に就任（〜2018年8月）
  - 企業育成のための業務のマニュアル化、＠ほぉ〜むカフェ・オブ・ザ・イヤーの開催、hitomiの部屋等、人材育成のための環境づくりに取り組む。
- 2014年8月14日＠ほぉ〜むカフェ10周年を記念して行われたLIVE『@home cafe Memorial Live』に「完全メイド宣言」として出演。期間限定の活動再開を発表。
- 2016年　結婚
- 2017年3月23日　書籍 KADOKAWA『たった7坪のテーマパーク』を出版。発売時には@ほぉ〜むカフェの卒業生でもあるでんぱ組.incの夢眠ねむからの帯推薦文が付けられた。出版を機に本名「志賀瞳」を公表。
- 2017年10月秋葉原観光推進協会より秋葉原観光親善大使を委嘱。
- 2018年9月@ほぉ〜むカフェChief Branding Officer（CBO）に就任。ブランディングの責任者として海外活動も含めた現場パフォーマンスを行う。
- 2018年冬　息子を出産
- 2019年6月11日NHK総合『プロフェッショナル 仕事の流儀』で特集が組まれる。結婚と出産を経て現在は一児の母として子育てと仕事の両立を目指していることを公表した[4][5]。
  - 結婚・出産を公表したことについて「「メイドを職業にしたい」っていう思いを信念にしているので、私が長く続けられることを身をもって証明していきたい。番組出演の話を頂いた時、職業の一つとして認めてもらえた。自分のやりたいことを続けながらも、女性としてやりたいことや夢を同時にしっかり叶えていけるんだよっていう証明になったらいいなと思って、公表を決めた」と語っている[6]。
- 2020年10月5日　春陽堂書店「叶えたい夢の見つけ方」を出版。

## 出演作品

### テレビ
- Nスタ（2013年8月22日、TBS）
- NEWSな2人（2015年7月3日、TBS）
- あさチャン!（2017年4月30日、TBS）
- ニンゲン観察バラエティ モニタリング（2018年1月25日、TBS）
- 出没!アド街ック天国（2019年1月5日、テレビ東京）
- サンデーLIVE!! TOKYO応援宣言 松岡修造の2020みんなできる宣言（2019年3月3日、テレビ朝日）
- プロフェッショナル 仕事の流儀（2019年6月11日、NHK総合）
- 小峠 or 田中 今日は俺がMCでお前がゲスト（2024年9月3日、フジテレビ）

## 書籍
- たった七坪のテーマパーク（2017年3月23日、KADOKAWA）
- 叶えたい夢の見つけ方 (2020年10月5日、春陽堂書店)

## 「TEAM純情」

### 概要
2008年3月19日結成。
メンバー二人ともが@ほぉ〜むカフェの現役メイドだった。
元「完全メイド宣言」、元「Pa☆letee」のメンバーで『@ほぉ〜むカフェ』を運営するインフィニア株式会社の取締役社長兼現役メイドのhitomiと、ニコニコ動画の踊ってみたで人気を集める「ギルティ†ハーツ」のメンバー、みうめの二人組。
2011年12月以来、活動を休止していたが、2013年12月1日に約2年ぶりとなるライブを行った。

### メンバー
hitomi
10月5日生
血液型：ハート型
出身地：お花畑
愛称：ひとみん
備考：メルヘン担当
みうめ
愛称：みうめっしゅ
備考：ポジティブ担当

### ディスコグラフィ

#### シングル
Hey〜U＆I〜（2009/1/25）
CDチャート【ジャパニーズ ロック&ポップス　インディーズ】
1位 （10/02/08）
- - １、Hey～U&I～
  - ２、Ah...ん

バニラGirlとこうしちゃえっ☆ [特別版A]（2010/2/10）
- Disc １
  - １、バニラGirl
  - ２、愛・阿修羅ジェンヌ
  - ３、こうしちゃえっ☆
  - ４、Hey～U&I～

- Disc ２（DVD）
  - １、バニラGirl

バニラGirlとこうしちゃえっ☆ [特別版B]（2010/2/10）
- Disc １
  - １、バニラGirl
  - ２、愛・阿修羅ジェンヌ
  - ３、こうしちゃえっ☆
  - ４、Hey～U&I～

- Disc ２（DVD）
  - １、こうしちゃえっ☆

バニラGirlとこうしちゃえっ☆ [通常版]（2010/2/10）
封入特典：特製ブックレット
- Disc １
  - １、バニラGirl
  - ２、愛・阿修羅ジェンヌ
  - ３、こうしちゃえっ☆
  - ４、Hey～U&I～

- Disc ２（DVD）
  - １、Hey～U&I～
  - ２、愛・阿修羅ジェンヌ

Yahhoo!（ジャケットA）（2010/7/21）
CDチャート【ジャパニーズ ロック&ポップス　インディーズ】
1位 （10/07/19）
- - １、Yahhoo!
  - ２、ヨコシマナミカタ

Yahhoo!（ジャケットB）（2010/7/21）
CDチャート【ジャパニーズ ロック&ポップス　インディーズ】
1位 （10/07/19）
- - １、Yahhoo!
  - ２、ヨコシマナミカタ

Yahhoo!（DVD付き）（2010/7/21）
CDチャート【ジャパニーズ ロック&ポップス　インディーズ】
1位 （10/07/19）
- Disc １
  - １、Yahhoo!
  - ２、ヨコシマナミカタ

- Disc ２（DVD）
  - １、Yahhoo!（Music Video）
  - ２、Making of the Music Video Yahhoo!

#### アルバム
カコトミライ（2011/6/1）
- １、Yahhoo!
- ２、RISE
- ３、愛・阿修羅ジェンヌ
- ４、ヨコシマナミカタ
- ５、REBORN
- ６、こうしちゃえっ☆
- ７、バニラGirl
- ８、Hey～U&I～
- ９、ずっとソ・ファ・ラ♪
- １０、カコトミライ

## ディスコグラフィ(「完全メイド宣言」名義)

### シングル
- 1st「メイディングストーリー」(2005年7月9日発売、BUNNY RECORD PBCG-10001)
- 2nd「新人メイドは胸胸きゅんきゅ〜ん」(2005年8月31日発売、PINK BUNNY RECORD PBCG-10002)
- 3rd「完全メイドのロックリスマス」(2005年11月30日発売、PINK BUNNY RECORD PBCG-10003)オリコンインディーズチャート2位
- 4th「バレンタイン〜愛込めハンドメイドチョコ〜」(2006年2月1日発売、PINK BUNNY RECORD PBCG-10004)
- 5th「メイドの新シンデレラストーリー」(2006年7月26日発売、PINK BUNNY RECORD PBCG-10006)

### アルバム
- 『完全ベスト宣言1』(2006年2月15日発売、PINK BUNNY RECORD PBCG-10005)

### DVD
- 『完全メイドのDVD宣言①』(2007年1月20日発売)